# 공문배
공문배(한국 한자: 孔文培, 1964년 8월 28일~)는 대한민국의 전 축구 선수였다.

## 선수 생활
1987년부터 1998년까지 포항제철 아톰즈에서 12년 동안 원클럽맨으로 활약하며, 268경기에 출장하였다. 이는 포항 스틸러스 통산 2위에 해당하는 기록이다.
2013년 포항 스틸러스의 창단 40주년을 맞이하여 헌액한 명예의 전당 13인에 이름을 올렸다.

## 수상

### 포항 스틸러스
- K리그 우승 2회 (1988년, 1992년)
- FA컵 우승 1회 (1996년)
- 리그컵 우승 1회 (1993년)
- 아시안 클럽 챔피언십 우승 2회 (1997년, 1998년)
- 프로축구 2군리그 포항 스틸러스 우승(2007년)